# اچ‌ام‌اس اونجر (۱۸۴۵)
اچ‌ام‌اس اونجر (۱۸۴۵) (به انگلیسی: HMS Avenger (1845)) یک کشتی است که طول آن ۲۱۰ فوت (۶۴ متر) می‌باشد. این کشتی در سال ۱۸۴۵ ساخته شد.